# Konda (Njikwa)
Pour les articles homonymes, voir Konda.
Konda est une localité du Cameroun située dans le département de la Momo et la Région du Nord-Ouest. Elle fait partie de la commune de Njikwa.

## Localisation
Le village de Konda est situé à environ 40 km de Bamenda, le chef-lieu de la Région du Nord-Ouest et à environ 312 km de Yaoundé, la capitale du Cameroun.

## Population
Lors du recensement de 2012, on a dénombré 3 050 habitants.

## Infrastructures
Konda dispose d'un centre de santé : Konda Integrated Health center et de quatre écoles : GS Nginikan, GS Nyibat, CS Njumukot, GSS Konda.